# Festival internazionale della canzone di Venezia
Il Festival internazionale della canzone di Venezia fu un concorso canoro. Vinsero Carla Boni, Gino Latilla e il Quartetto Cetra con la canzone "Vecchia Europa". La prima edizione si tenne a Venezia dal 24 al 30 luglio 1955.

## Informazioni

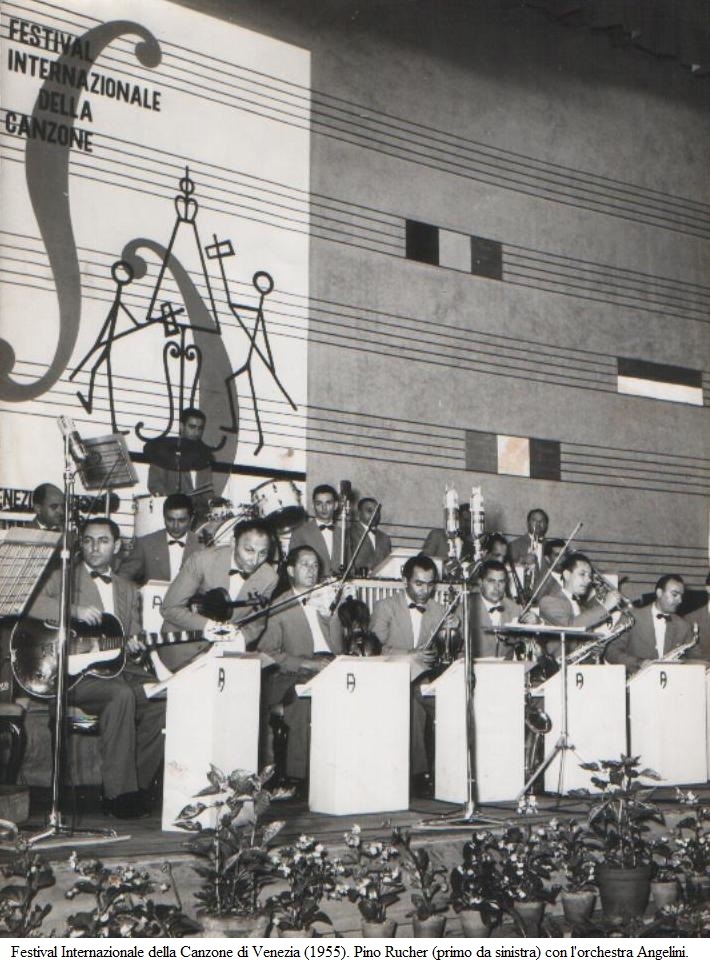
Festival internazionale della canzone di Venezia. Orchestra diretta dal Maestro Cinico Angelini.

Al Festival internazionale della canzone di Venezia prese parte l'orchestra della RAI diretta dal Maestro Cinico Angelini.
L'evento fu presentato da Nunzio Filogamo e Franca Maj. Inoltre, varie musiche di repertorio furono eseguite dall'orchestra Angelini e dai suoi cantanti con la partecipazione straordinaria di Rino Salviati, Armando Trovajoli e Franco Pucci.
Le canzoni presentate con la partecipazione dell'orchestra Angelini furono: Perché (interpretata da Carla Boni); La voce del cuore (Lucia Mannucci); Stornello d'amore (Gino Latilla); Sogno (Carla Boni); Profumo numero cinque (Quartetto Cetra); Vecchia Europa (Carla Boni, Gino Latilla, Quartetto Cetra), che si aggiudicò la manifestazione.